# 全国高等学校野球選手権神奈川大会
全国高等学校野球選手権神奈川大会（ぜんこくこうとうがっこうやきゅうせんしゅけんかながわたいかい）は、神奈川県で開催されている全国高等学校野球選手権大会の地方大会。

## 沿革
神奈川県勢は1916年の第2回大会から地方大会に参加。1948年の第30回大会から神奈川県単独代表が認められた。
1947年の第29回大会までは複数の府県を対象とした地方大会を制する必要があり、苦戦を強いられた神奈川県勢の全国大会出場回数はわずか6回にとどまっていた（後述）。
| 年度                                | 参加府県           |
| ----------------------------------- | ------------------ |
| 関東大会                            |                    |
| 1916年（第2回） - 1917年（第3回）   | 茨城・東京・神奈川 |
| 京浜大会                            |                    |
| 1918年（第4回） - 1922年（第8回）   | 東京・神奈川       |
| 神静大会                            |                    |
| 1923年（第9回） - 1930年（第16回）  | 神奈川・静岡       |
| 甲神静大会                          |                    |
| 1931年（第17回） - 1935年（第21回） | 山梨・神奈川・静岡 |
| 南関東大会                          |                    |
| 1936年（第22回） - 1947年（第29回） | 埼玉・千葉・神奈川 |

2020年は開催予定の第102回全国高等学校野球選手権大会が新型コロナウイルス感染症（COVID-19）の流行により本大会と地方大会が中止となった事に伴う神奈川県独自の代替大会として「令和2年度神奈川県高等学校野球大会」が開催された。

## 概要
1982年（第64回）から2009年（第91回）まで参加校数が全国最多を誇っていたこの大会は横浜スタジアム、保土ヶ谷球場を主会場に、県内12球場で行われる。過去の最多参加校数は2000年の207校。その後は少子化による公立校の統廃合が相次いだために2010年、愛知大会の188校に対して神奈川大会の参加校数が2校下回り、全国最激戦区の座を29年ぶりに明け渡した。一方で私立校の共学化や連合チームの出場により2012年 - 2014年は再び全国最多となったが、2015年  - 現在は愛知大会の189校を1校下回った（参加校数はいずれも日本高野連の発表に基づき連合チームを1校としてカウント）。
参加校数に加えて、全国的な強豪校や古豪が多いために激戦区といわれ、首都圏では突出して高校野球人気が高い。ベスト16以降はもちろん、序盤でも好カードになると満員になることがある。
神奈川大会の優勝校には表彰状・朝日新聞優勝旗・優勝盾が、準優勝校には表彰状・神奈川県高野連準優勝旗・準優勝盾が、第3位の2校に敢闘賞旗が授与される。
なお、神奈川県の高校野球公式戦では、照明灯が点灯されナイトゲームとなった時のほか、外野スタンドを開放した際にも外審を配置し審判6人制で試合を行うことになっている。なお第105回大会以降、雨天時続行不可能の場合のみ継続試合が適用されている。
試合終了後の校歌演奏は勝利校が演奏する。

### 記念大会における地区割り
第80回大会より10年単位の記念大会については代表枠が2校となった。当初は単純に東西で分けたが、横浜・川崎地区に強豪校が集中する東西格差が問題視され、戦力均衡上、複雑な南北分割に変更された経緯がある。
第80回大会（1998年）
- 東神奈川 - 川崎市、横浜市
- 西神奈川 - 川崎市、横浜市以外の全市町村

第90回大会（2008年）・第100回大会（2018年）
- 北神奈川 - 横浜市（鶴見区、神奈川区、港北区、都筑区、青葉区、緑区、旭区）、川崎市、相模原市、厚木市、愛甲郡（愛川町・清川村）、座間市、海老名市、大和市、綾瀬市、伊勢原市、秦野市
- 南神奈川 - 横浜市（西区、中区、保土ケ谷区、磯子区、金沢区、南区、港南区、戸塚区、栄区、泉区）、横須賀市、三浦市、鎌倉市、逗子市、三浦郡（葉山町）、藤沢市、茅ヶ崎市、高座郡（寒川町）、平塚市、中郡（大磯町・二宮町）、小田原市、南足柄市、足柄上郡（中井町・大井町・松田町・山北町・開成町）、足柄下郡（箱根町・真鶴町・湯河原町）

横浜市瀬谷区は第90回大会は北神奈川、第100回大会は南神奈川に地区割りされている。

## 使用球場
原則として、1つの球場で一日に2試合ずつ開催される（2021年以降の第1試合は10時開始）。雨天中止となった場合は、一部の球場で翌日の試合を3試合開催（第1試合は9時開始）として順延となった試合を翌日に消化し、極力日程の延期を避けるための工夫がなされる。第1試合と第2試合のインターバルが他都道府県大会と比べて非常に長く、大会序盤では45分程度、準々決勝以降は1時間以上のインターバルがある。
※使用球場に命名権が付いている場合は、正式名称と併記する。

### 現在
- 横浜スタジアム（主会場・横浜DeNAベイスターズ本拠地、2021年は東京オリンピック野球・ソフトボール会場のため使用せず）
- 神奈川県立保土ケ谷公園硬式野球場（サーティーフォー保土ヶ谷球場、横浜スタジアムが出来るまでは主会場、1回戦2日目 - 5回戦最終日まで球場内に大会本部を設置、2021年は決勝まで使用）
- 平塚球場（バッティングパレス相石スタジアムひらつか、横浜DeNAベイスターズ2軍準本拠地・大洋ホエールズ時代2軍本拠地、以前は準々決勝も実施したことがある）
- 相模原市立相模原球場（サーティーフォー相模原球場）
- 横須賀スタジアム（横浜DeNAベイスターズ2軍本拠地、第80回東神奈川大会では主会場、関東大会では準会場として使用）
- 大和スタジアム（関東大会でも使用実績あり）
- 川崎市等々力球場（2016～2020年まで改修のため未使用）
- 伊勢原球場（いせはらサンシャイン・スタジアム）
- 藤沢市八部野球場
- 秦野市カルチャーパーク野球場（中栄信金スタジアム秦野）
- 上府中公園小田原球場
- 俣野公園野球場（俣野公園・横浜薬大スタジアム）（2008年より使用）

### 過去
- 川崎球場（1993年は雨天中止に伴う日程順延が相次いだ影響で、決勝戦の日に横浜スタジアムを使用出来なくなったため、川崎球場で決勝戦が行われた）
- 横浜公園平和野球場（1978年、跡地に横浜スタジアムが竣工する）

## 歴代代表校
| 年度                  | 県勢参加 | 代表校（出場回数）          | 決勝スコア        | 準優勝校     | 全国大会      |
| --------------------- | -------- | --------------------------- | ----------------- | ------------ | ------------- |
| 関東大会              |          |                             |                   |              |               |
| 1916年（第2回大会）   | 2校      | 慶応普通部（東京）          | 13-9              | 早稲田実     | -             |
| 1917年（第3回大会）   | 2校      | 慶応普通部（東京）          | 2-0               | 横浜商       | -             |
| 京浜大会              |          |                             |                   |              |               |
| 1918年（第4回大会）   | 3校      | 慶応普通部（東京）          | 4-1               | 横浜商       | -             |
| 1919年（第5回大会）   | 4校      | 慶応普通部（東京）          | 6-4               | 早稲田実     | -             |
| 1920年（第6回大会）   | 4校      | 慶応普通部（東京）          | 9-6               | 横浜商       | -             |
| 1921年（第7回大会）   | 4校      | 慶応普通部（東京）          | 2-0               | 東京高師付中 | -             |
| 1922年（第8回大会）   | 2校      | 早稲田実（東京）            | 6-0               | 横浜貿易     | -             |
| 神静大会              |          |                             |                   |              |               |
| 1923年（第9回大会）   | 5校      | 横浜商（初出場）            | 8-3               | 静岡中       | 1回戦         |
| 1924年（第10回大会）  | 4校      | 静岡中（静岡）              | 12-0              | 神奈川商工   | -             |
| 1925年（第11回大会）  | 7校      | 静岡中（静岡）              | 3-0 14-3          | 横浜商       | -             |
| 1926年（第12回大会）  | 8校      | 静岡中（静岡）              | 12-4 19-1         | 神奈川一中   | -             |
| 1927年（第13回大会）  | 9校      | 静岡中（静岡）              | 8-4 3-2           | 神奈川一中   | -             |
| 1928年（第14回大会）  | 9校      | 神奈川商工（初出場）        | 6-1 5-4           | 静岡中       | 1回戦         |
| 1929年（第15回大会）  | 9校      | 静岡中（静岡）              | 7-1 12-4          | 横浜商       | -             |
| 1930年（第16回大会）  | 9校      | 静岡中（静岡）              | 6-0 11-2          | 神奈川商工   | -             |
| 甲神静大会            |          |                             |                   |              |               |
| 1931年（第17回大会）  | 12校     | 神奈川商工（3年ぶり2回目）  | 2x-1              | 静岡中       | 2回戦（初戦） |
| 1932年（第18回大会）  | 17校     | 静岡中（静岡）              | 6-0               | 島田商       | -             |
| 1933年（第19回大会）  | 18校     | 横浜商（10年ぶり2回目）     | 4-1               | 浅野中       | ベスト8       |
| 1934年（第20回大会）  | 19校     | 島田商（静岡）              | 18-0              | 静岡商       | -             |
| 1935年（第21回大会）  | 18校     | 甲府中（山梨）              | 5-4               | 神奈川工     | -             |
| 南関東大会            |          |                             |                   |              |               |
| 1936年（第22回大会）  | 19校     | 千葉中（千葉）              | 4x-3              | 横浜商       | -             |
| 1937年（第23回大会）  | 19校     | 浅野中（初出場）            | 11-0              | 神奈川商工   | 2回戦         |
| 1938年（第24回大会）  | 19校     | 浅野中（2年連続2回目）      | 1x-0              | 関東中       | ベスト8       |
| 1939年（第25回大会）  | 19校     | 千葉商（千葉）              | 4-3               | 関東中       | -             |
| 1940年（第26回大会）  | 21校     | 千葉商（千葉）              | 3-0               | 大宮工       | -             |
| 1941年（第27回大会）  | 19校     | 横浜商（出場なし）          | 5-3               | 神奈川商工   | （中止）      |
| 1946年（第28回大会）  | 27校     | 成田中（千葉）              | 5-4               | 横浜商       | -             |
| 1947年（第29回大会）  | 41校     | 成田中（千葉）              | 7-0               | 川崎中       | -             |
| 神奈川大会            |          |                             |                   |              |               |
| 1948年（第30回大会）  | 41校     | 浅野（10年ぶり3回目）       | 3-1               | 逗子開成     | 1回戦         |
| 1949年（第31回大会）  | 41校     | 湘南（初出場）              | 3-1               | 神奈川商工   | 優勝          |
| 1950年（第32回大会）  | 47校     | 神奈川商工（19年ぶり3回目） | 1-0               | 希望ヶ丘     | 2回戦         |
| 1951年（第33回大会）  | 49校     | 希望ヶ丘（初出場）          | 7-0               | 鶴見         | 1回戦         |
| 1952年（第34回大会）  | 49校     | 法政二（初出場）            | 8-0               | 湘南         | 1回戦         |
| 1953年（第35回大会）  | 51校     | 慶応（4年ぶり14回目）       | 8-4               | 法政二       | 2回戦         |
| 1954年（第36回大会）  | 51校     | 鶴見工（初出場）            | 3-1               | 日大高       | 2回戦         |
| 1955年（第37回大会）  | 53校     | 法政二（3年ぶり2回目）      | 1-0               | 鎌倉学園     | 1回戦         |
| 1956年（第38回大会）  | 52校     | 慶応（3年ぶり15回目）       | 3x-2              | 神奈川商工   | 2回戦（初戦） |
| 1957年（第39回大会）  | 53校     | 法政二（2年ぶり3回目）      | 2-0               | 神奈川商工   | 準優勝        |
| 1958年（第40回大会）  | 53校     | 法政二（2年連続4回目）      | 9-0               | 神奈川商工   | 2回戦         |
| 1959年（第41回大会）  | 54校     | 法政二（3年連続5回目）      | 4-0               | 慶応         | 1回戦         |
| 1960年（第42回大会）  | 54校     | 法政二（4年連続6回目）      | 6-2               | 慶応         | 優勝          |
| 1961年（第43回大会）  | 53校     | 法政二（5年連続7回目）      | 8-1               | 武相         | ベスト4       |
| 1962年（第44回大会）  | 56校     | 慶応（6年ぶり16回目）       | 8-3               | 鎌倉学園     | 2回戦         |
| 1963年（第45回大会）  | 58校     | 横浜（初出場）              | 5-3               | 慶応         | ベスト4       |
| 1964年（第46回大会）  | 62校     | 武相（初出場）              | 5-3               | 鎌倉学園     | 1回戦         |
| 1965年（第47回大会）  | 68校     | 武相（2年連続2回目）        | 4-0               | 日大高       | 2回戦         |
| 1966年（第48回大会）  | 71校     | 横浜一商（初出場）          | 1-0               | 武相         | ベスト8       |
| 1967年（第49回大会）  | 74校     | 武相（2年ぶり3回目）        | 1x-0              | 日大高       | 2回戦         |
| 1968年（第50回大会）  | 74校     | 武相（2年連続4回目）        | 6-0               | 鎌倉学園     | 2回戦（初戦） |
| 1969年（第51回大会）  | 75校     | 東海大相模（初出場）        | 2-0               | 横浜         | 1回戦         |
| 1970年（第52回大会）  | 77校     | 東海大相模（2年連続2回目）  | 12-5              | 横浜一商     | 優勝          |
| 1971年（第53回大会）  | 79校     | 桐蔭学園（初出場）          | 8-1               | 武相         | 優勝          |
| 1972年（第54回大会）  | 78校     | 東海大相模（2年ぶり3回目）  | 5-0               | 秦野         | 1回戦         |
| 1973年（第55回大会）  | 78校     | 藤沢商（初出場）            | 6-2               | 桐蔭学園     | 2回戦         |
| 1974年（第56回大会）  | 81校     | 東海大相模（2年ぶり4回目）  | 4-1               | 横浜         | ベスト8       |
| 1975年（第57回大会）  | 88校     | 東海大相模（2年連続5回目）  | 6-0               | 日大藤沢     | ベスト8       |
| 1976年（第58回大会）  | 95校     | 東海大相模（3年連続6回目）  | 19-0              | 向上         | 2回戦         |
| 1977年（第59回大会）  | 104校    | 東海大相模（4年連続7回目）  | 1x-0              | 横浜商       | 1回戦         |
| 1978年（第60回大会）  | 115校    | 横浜（15年ぶり2回目）       | 5-3               | 横浜商       | 3回戦         |
| 1979年（第61回大会）  | 125校    | 横浜商（46年ぶり3回目）     | 3-1               | 横浜         | ベスト4       |
| 1980年（第62回大会）  | 134校    | 横浜（2年ぶり3回目）        | 2-0               | 桐蔭学園     | 優勝          |
| 1981年（第63回大会）  | 141校    | 横浜（2年連続4回目）        | 9-3               | 東海大相模   | 2回戦         |
| 1982年（第64回大会）  | 156校    | 法政二（21年ぶり8回目）     | 3-0               | 日大高       | 3回戦         |
| 1983年（第65回大会）  | 162校    | 横浜商（4年ぶり4回目）      | 3-1               | 横浜         | 準優勝        |
| 1984年（第66回大会）  | 177校    | 桐蔭学園（13年ぶり2回目）   | 9-6               | 向上         | 3回戦         |
| 1985年（第67回大会）  | 188校    | 藤嶺藤沢（初出場）          | 9-3               | 横浜         | 1回戦         |
| 1986年（第68回大会）  | 192校    | 横浜商（3年ぶり5回目）      | 11-7              | 横浜         | 1回戦         |
| 1987年（第69回大会）  | 198校    | 横浜商（2年連続6回目）      | 4-2               | 東海大相模   | 3回戦         |
| 1988年（第70回大会）  | 202校    | 法政二（6年ぶり9回目）      | 9-1               | 鎌倉学園     | 1回戦         |
| 1989年（第71回大会）  | 202校    | 横浜（8年ぶり5回目）        | 7x-6              | 日大藤沢     | 2回戦（初戦） |
| 1990年（第72回大会）  | 201校    | 横浜商（3年ぶり7回目）      | 3-1               | 神奈川工     | ベスト8       |
| 1991年（第73回大会）  | 202校    | 桐蔭学園（7年ぶり3回目）    | 11-7              | 横浜         | 3回戦         |
| 1992年（第74回大会）  | 202校    | 桐蔭学園（2年連続4回目）    | 10-8              | 横浜         | 1回戦         |
| 1993年（第75回大会）  | 204校    | 横浜商大高（27年ぶり2回目） | 2-1               | 横浜         | 3回戦         |
| 1994年（第76回大会）  | 205校    | 横浜（5年ぶり6回目）        | 7-2               | 日大藤沢     | 1回戦         |
| 1995年（第77回大会）  | 205校    | 日大藤沢（初出場）          | 4-2               | 慶応         | 3回戦         |
| 1996年（第78回大会）  | 204校    | 横浜（2年ぶり7回目）        | 7-3               | 日大藤沢     | 3回戦         |
| 1997年（第79回大会）  | 204校    | 桐蔭学園（5年ぶり5回目）    | 5-3               | 横浜商       | 2回戦         |
| 1998年（第80回大会）  | 東97校   | 横浜（2年ぶり8回目）        | 14-3              | 桐光学園     | 優勝          |
| 1998年（第80回大会）  | 西107校  | 平塚学園（初出場）          | 10-2              | 東海大相模   | 2回戦         |
| 1999年（第81回大会）  | 205校    | 桐蔭学園（2年ぶり6回目）    | 16-3              | 桜丘         | ベスト8       |
| 2000年（第82回大会）  | 207校    | 横浜（2年ぶり9回目）        | 5-3               | 桐光学園     | ベスト8       |
| 2001年（第83回大会）  | 205校    | 横浜（2年連続10回目）       | 10-7              | 桐光学園     | ベスト4       |
| 2002年（第84回大会）  | 205校    | 桐光学園（初出場）          | 2-0               | 東海大相模   | 3回戦         |
| 2003年（第85回大会）  | 198校    | 横浜商大高（10年ぶり3回目） | 7-2               | 横浜         | 1回戦         |
| 2004年（第86回大会）  | 195校    | 横浜（3年ぶり11回目）       | 12-0              | 神奈川工     | ベスト8       |
| 2005年（第87回大会）  | 195校    | 桐光学園（3年ぶり2回目）    | 11-5              | 慶応         | 3回戦         |
| 2006年（第88回大会）  | 196校    | 横浜（2年ぶり12回目）       | 15-7              | 東海大相模   | 1回戦         |
| 2007年（第89回大会）  | 194校    | 桐光学園（2年ぶり3回目）    | 10-8              | 東海大相模   | 2回戦（初戦） |
| 2008年（第90回大会）  | 北99校   | 慶応（46年ぶり17回目）      | 9-6 （延長13回）  | 東海大相模   | ベスト8       |
| 2008年（第90回大会）  | 南92校   | 横浜（2年ぶり13回目）       | 8-2               | 横浜創学館   | ベスト4       |
| 2009年（第91回大会）  | 189校    | 横浜隼人（初出場）          | 6x-5 （延長11回） | 桐蔭学園     | 2回戦         |
| 2010年（第92回大会）  | 186校    | 東海大相模（33年ぶり8回目） | 9-3               | 横浜         | 準優勝        |
| 2011年（第93回大会）  | 186校    | 横浜（3年ぶり14回目）       | 2x-1 （延長10回） | 桐光学園     | 3回戦         |
| 2012年（第94回大会）  | 190校    | 桐光学園（5年ぶり4回目）    | 11-4              | 桐蔭学園     | ベスト8       |
| 2013年（第95回大会）  | 190校    | 横浜（2年ぶり15回目）       | 3-0               | 平塚学園     | 3回戦         |
| 2014年（第96回大会）  | 190校    | 東海大相模（4年ぶり9回目）  | 13-0              | 向上         | 2回戦（初戦） |
| 2015年（第97回大会）  | 186校    | 東海大相模（2年連続10回目） | 9-0               | 横浜         | 優勝          |
| 2016年（第98回大会）  | 188校    | 横浜（3年ぶり16回目）       | 9-3               | 慶応         | 2回戦         |
| 2017年（第99回大会）  | 189校    | 横浜（2年連続17回目）       | 9-3               | 東海大相模   | 1回戦         |
| 2018年（第100回大会） | 北94校   | 慶応（10年ぶり18回目）      | 7-5               | 桐光学園     | 2回戦         |
| 2018年（第100回大会） | 南92校   | 横浜（3年連続18回目）       | 7-3               | 鎌倉学園     | 3回戦         |
| 2019年（第101回大会） | 181校    | 東海大相模（4年ぶり11回目） | 24-1              | 日大藤沢     | 3回戦         |
| 2020年（独自大会）    | 175校    | 東海大相模（出場なし）      | 9-5               | 相洋         | （中止）      |
| 2021年（第103回大会） | 176校    | 横浜（3年ぶり19回目）       | 17-3              | 横浜創学館   | 2回戦         |
| 2022年（第104回大会） | 170校    | 横浜（2年連続20回目）       | 1x-0              | 東海大相模   | 2回戦         |
| 2023年（第105回大会） | 167校    | 慶応（5年ぶり19回目）       | 6-5               | 横浜         | 優勝          |
| 2024年（第106回大会） | 168校    | 東海大相模（5年ぶり12回目） | 6-4               | 横浜         | ベスト8       |
| 2025年（第107回大会） | 172校    | 横浜（3年ぶり21回目）       | 11-3              | 東海大相模   | ベスト8       |

- 1925 - 1930年は3回戦制
- 1941年は南関東大会ではなく県大会
- 参加校数は日本高野連の発表に基づき連合チームを1校としてカウント

## 最多得点記録
- 上鶴間 53-0 大楠（第89回大会2回戦、横須賀スタジアム）

## 大会の中継放送
テレビ神奈川（tvk、1972年から放送） 
- "1/〇（出場校数） PRIDE OF KANAGAWA"をキャッチフレーズに開会式・開幕試合（横浜スタジアム）、保土ヶ谷球場開催分および準々決勝以降の全試合が生中継される。
- 大会通算の個人成績は、準々決勝以降の試合で表示される。
- 試合終了後に、球場内に設けられた特設スタジオで勝利チームの選手（主に主将と勝利投手）にインタビューを行う。（2000年代以降、保土ヶ谷球場の場合）
- 試合開始まで時間に余裕がある時や、雨天等により試合が長時間中断された時は、放送時間の穴埋めとして、過去に行われた決勝のダイジェストを流す場合がある。決勝戦ダイジェストは、1983年以降のものが5年分ずつセットで（Vol.1が1983～1987年、Vol.2が1988～1992年・・・といった具合）まとめられており、5年分が続けて放送される。空き時間が長い時には、数セット分続けて放送されることもある。また、前年の決勝戦は、他の年の決勝戦と同じセットにはまとめられておらず、単年分のみで放送される。
- 1994年と1995年、保土ヶ谷球場の改築工事中は、平塚球場開催分を中継した。
- 2006年からは横浜スタジアムで、準々決勝を2試合ずつ2日に分けて行うようにした。2005年まで、準々決勝は通常2球場（横浜スタジアムと保土ヶ谷球場）で2試合ずつ開催され、二元中継を行っていた。
- 1997年から2003年頃まで、5回戦での試合のうち、横浜、保土ヶ谷、相模原の三元中継と平塚球場の電光掲示板での試合経過を放送していた。
- 2010年からハイビジョン制作での中継となった。
- 2015年からはメインチャンネル（031チャンネル）の放送枠終了後もサブチャンネル（032チャンネル）で中継を継続する。またワンセグ放送でも同様に「ワンセグ2」チャンネルで行う（最大延長、2試合日：19:00、3試合日：19:55）[5][6]、（2018年時点での最大延長、平日：20:00、土日：18:00）[7][注 6]。
- 決勝戦においては、横浜スタジアムのスコアボード（映像表示装置）で、tvkの素材を使った中継映像およびリプレイが随時映される。

スカイ・A
- 2012年まで、決勝戦（tvk制作分）が後日録画放送されていた。

NHK
- 総合テレビの関東ブロックで決勝戦を中継する[8]。（番組編成の事情により、録画や関東ローカルのEテレに変更して中継する場合もあり[9]）
- 2021年は東京オリンピック中継と日程が重なり、決勝をサブチャンネルで中継する。

かながわCATV情熱プロジェクト（県内CATV共同制作、2013年から）
- 平塚球場で行われる1回戦から5回戦の全試合を生中継。（2015年から、2013・2014年は3回戦から5回戦の全試合を生中継）当日夜にはダイジェスト放送を行う（2013年、3回戦から決勝まで。2014年以降、1回戦からに拡大）。2014年は湘南ケーブルネットワークのみ1・2回戦も生中継。2023年は相模原球場で行われる1回戦から5回戦の全試合も生中継する[10]。一方で当日夜のダイジェストは行わない。

### ラジオ中継
アール・エフ・ラジオ日本で決勝戦（2008年南神奈川大会を除く）の模様を生中継している。2023年までNHK横浜放送局（FM）でも決勝戦を中継していた。

### 配信
2021年はTV中継のある保土ケ谷・平塚の他、相模原・等々力の試合もtvk公式サイト及び、「バーチャル高校野球」内で配信する。2022年からは全球場からの配信に対応する。